# Catedral de San Miguel (Qingdao)
La Catedral de San Miguel (en alemán: Kathedrale St. Michael; en chino, 圣弥爱尔大教堂; pinyin, Shèng Míàiěr Dàjiàotáng) es una catedral católica ubicada en Qingdao (conocida también como Tsingtao), en la provincia de Shandong, República Popular China, y sede de la diócesis de Qingdao. Se encuentra en la cima de una colina en la parte más antigua de Qingdao, en el centro de la porción de la ciudad de origen alemán, en el número 15 de la calle Zhejiang, sobre el costado oriental de la calle Zhongshan, en el Distrito de Shinan. Fue construida por misioneros alemanes, y es el ejemplo más grande de la arquitectura neorrománica en la provincia, semejante a las catedrales alemanas del siglo XII.
La Catedral de San Miguel es producto de una importante influencia cultural alemana en la provincia durante el siglo XIX y principios del siglo XX. A mediados del siglo XIX, las potencias europeas forzaron a China a abrirse al comercio exterior, y los Misioneros del Verbo Divino construyeron una iglesia en la Concesión de la Bahía Jiaozhou en Shandong en 1902, y en 1934 erigieron la catedral, que permaneció nominalmente bajo su administración hasta 1964. En 1942 quedó bajo el control del ejército japonés, y volvió al control chino cuando los japoneses dejaron Qingdao, en 1945. A principios de la década de 1950, todos los misioneros extranjeros, incluyendo al obispo de Qingdao, fueron encarcelados o expulsados de China, y durante el transcurso de la Revolución Cultural (1966–1976) la catedral fue objeto de vandalismo y víctima del abandono. En 1981 el gobierno la reconstruyó y se abrió nuevamente al servicio religioso, y en 1992 fue listada como Edificio Histórico Provincial por el gobierno de la provincia de Shandong.

## Contexto histórico
Tras la derrota de China en la primera guerra del Opio, el país fue forzado a establecer relaciones comerciales con el extranjero mediante una serie de acuerdos conocidos en general como tratados desiguales. Siguiendo el Tratado de Nankín (1842), los británicos establecieron los primeros puertos de tratado, y siguiendo la concesión china al Imperio británico, otras potencias extranjeras, incluyendo Francia, Estados Unidos, Portugal, Alemania, Japón y Rusia también ganaron concesiones. Los extranjeros, que se centraron en las secciones de las ciudades destinadas a ellos, disfrutaron de la extraterritorialidad legal estipulada en los tratados, y así establecieron sus clubes, hipódromos e iglesias en los principales puertos de tratado. Algunas de esas áreas portuarias estaban arrendadas directamente por las potencias extranjeras como concesiones en China, eliminando de manera eficaz el control de los gobiernos locales.

### Presencia alemana en Qingdao
A principios de la década de 1890, el Imperio alemán había considerado llevar a cabo la ocupación de la bahía Jiaozhou (Kiautschou Bucht en alemán) para construir su primera base naval en Asia Oriental, con el propósito de extenderse hacia el interior de Shandong. Para 1891, el gobierno de la Dinastía Qing había decidido hacer de Qingdao una ciudad defendible contra los ataques navales y empezó a mejorar las fortificaciones existentes en ella; a raíz de esto, los funcionarios navales alemanes informaron sobre esta actividad china durante un estudio formal de la bahía en mayo de 1897. En noviembre de ese año la marina alemana se apoderó de la bahía bajo el pretexto de garantizar el pago de indemnizaciones como consecuencia del asesinato de dos misioneros católicos alemanes en la provincia. En la primavera de 1898, el gobierno alemán firmó un tratado que permitió a los alemanes arrendar un área de 540 km² durante 99 años, para construir un ferrocarril hacia la capital de la provincia, Jinan, y explotar los yacimientos de carbón a lo largo del ferrocarril.
La Concesión de la Bahía Jiaozhou, como pasó a conocerse, existió de 1898 a 1914; con un área de 552 km², formaba parte de la provincia imperial de Shandong, en la costa sur de la Península de Shandong, al norte de China, y con Qingdao como su centro administrativo. Según Wilhelm Matzat, de la Universidad de Bonn, «la llamada Marktstrasse (Calle del mercado), no era más que la vieja calle principal de la villa de Tsingtao, y los edificios a lo largo de ella eran los antiguos hogares de pescadores y granjeros. Después de haber vendido su propiedad, se trasladaron a las villas más orientales, donde asentaron sus hogares y campos». Al obtener el control de la zona, los alemanes equiparon la empobrecida villa de Tsingtao con calles anchas, áreas de vivienda sólidas, edificios de gobierno, electricidad en todas partes, un sistema de alcantarillado, y suministro de agua potable. Los edificios se construyeron al estilo europeo, y el área contó con la mayor densidad de escuelas y la mayor tasa de matriculación de alumnos per cápita en toda China. Las escuelas primarias, secundarias y vocacionales fueron fundadas por el Tesoro Imperial Alemán, y por misiones tanto protestantes como católicas.

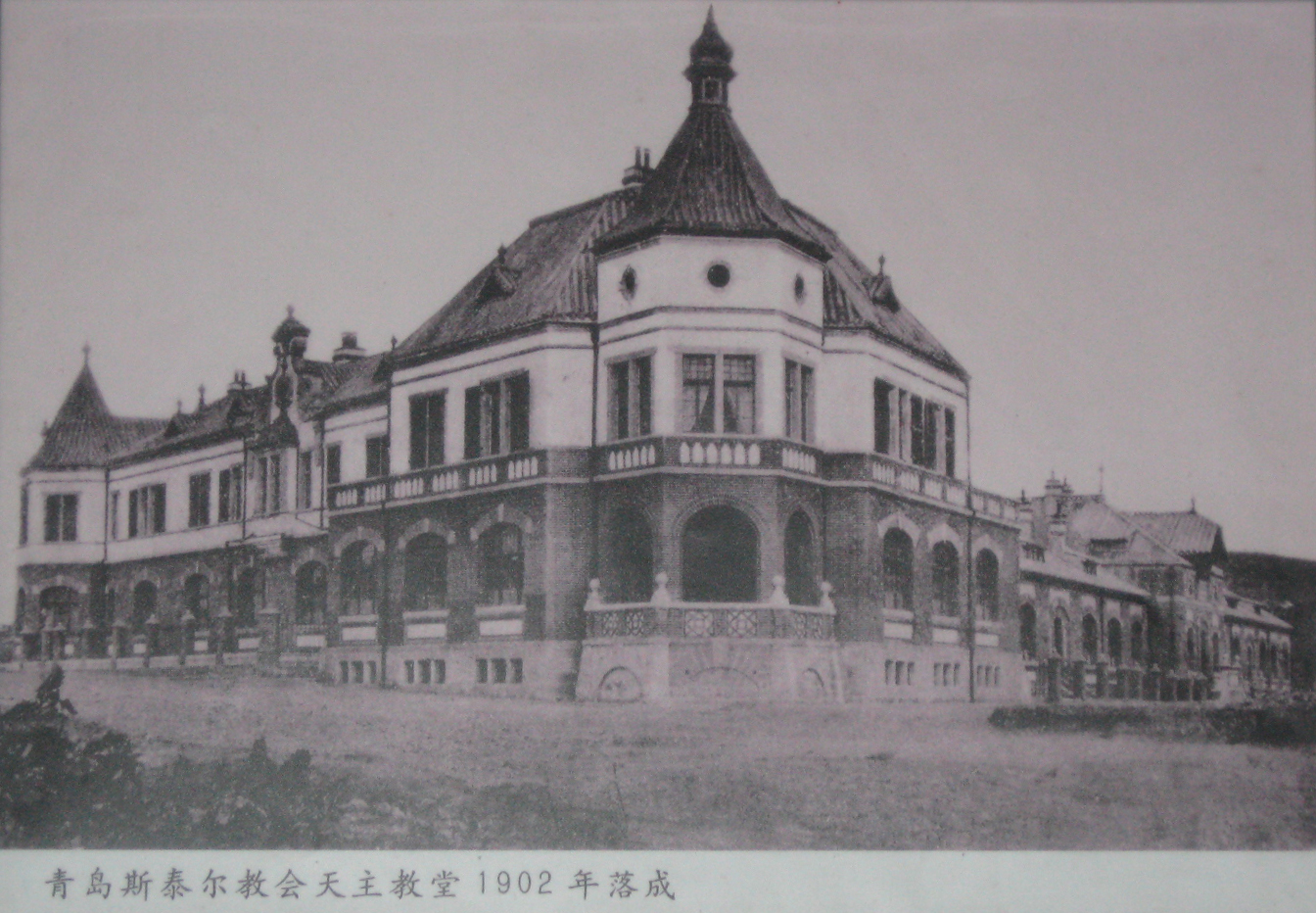
Salón de los Misioneros del Verbo Divino en 1902.

La catedral fue construida por los Misioneros del Verbo Divino (SVD, por sus siglas en latín), la primera sociedad misionera católica de origen alemán, fundada en 1875 «para la propagación de la religión católica entre las naciones paganas», en Steyl (hoy en Limburgo, Países Bajos), por sacerdotes católicos alemanes que huían del Kulturkampf. La primera misión de la sociedad se estableció en 1882 al sur de Shantung, un distrito de más de 10 millones de habitantes, que contenía 158 católicos. En esa época, el área formaba parte del vicariato apostólico de Shantung, que manejaban franciscanos italianos, quienes tuvieron a su cargo la reconstrucción de la obra de la anterior misión católica. Sin embargo, el trabajo de la misión avanzó lentamente, debido a la falta de personal y recursos, tanto así que la mitad sur de la provincia, en particular, había sido casi olvidada. Por tanto, se transfirió a la SVD el 2 de diciembre de 1885 y se convirtió en el Vicariato Apostólico de Shantung del Sur, dirigido desde Yanzhou, y con el obispo Johann Baptist von Anzer a su cabeza, quien dirigió el vicariato hasta el 24 de noviembre de 1903. Para 1907, la misión contaba 35.378 católicos y 36.367 catecúmenos, y para 1924, 106.000 y 44.000, respectivamente. El hecho más antiguo que da cuenta de la presencia de la SVD en Qingdao es la compra de tierras allí en 1899, y el comienzo de la construcción de un salón para la misión.

### Diseño y construcción

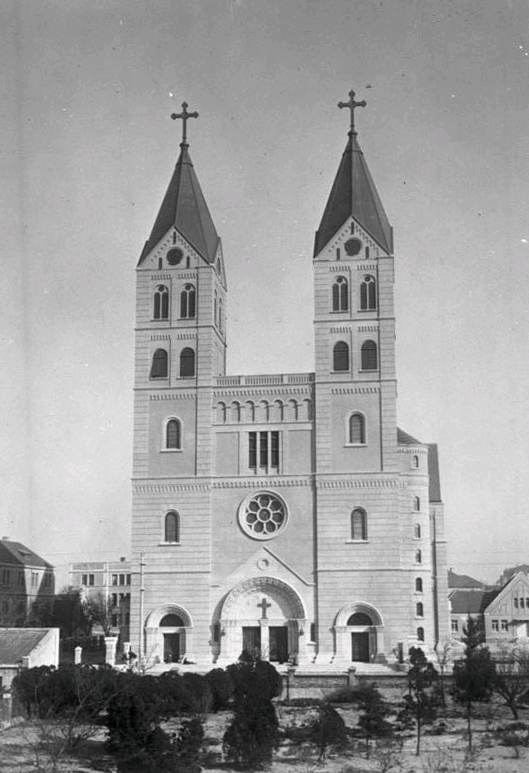
Exterior de la catedral en 1935.

En el otoño de 1898, el obispo von Anzer había nombrado al padre Franz Bartels como pastor de Qingdao, y también le puso a cargo de la planificación y construcción de la misión católica. Inicialmente, Bartels permanecía en una casa que era parte de un templo taoísta, adyacente a la cual tenía una capilla provisional construida para servir como lugar de culto para los habitantes europeos de Qingdao hasta 1902, cuando se construyó un salón para la misión equipado con una capilla. Kopja von Lossow, comandante del Tercer Batallón del Mar, que había atracado en Qingdao, ordenó a un centenar de sus hombres asistir a los servicios cada domingo.
El padre Bartels adquirió una porción de tierra sobre una colina escogida por von Anzer, en la calle Qufu, teniendo una casa de imprenta y el salón de la SVD erigido en 1902, el cual fue convertido en una escuela en 1922. El Convento del Espíritu Santo también fue construido sobre la misma colina, y ocupado por las hermanas franciscanas, que trabajaban como enfermeras y profesoras.
El obispo Augustin Henninghaus encargó las trazas de la catedral a un arquitecto que diseñó una iglesia gótica de tres naves, pero la conquista de Qingdao en la Primera Guerra Mundial por parte de los japoneses el 16 de noviembre de 1914, puso fin a los planes de la catedral. La ciudad volvió a estar bajo el dominio chino en 1922, controlada por la República de China. El Vicariato Apostólico de Shantung del Sur fue renombrado como Vicariato Apostólico de Yanzhoufu el 13 de diciembre de 1924, y el 22 de febrero de 1925 se estableció la Prefectura Apostólica de Qingdao a partir de su territorio, con Georg Weig, SVD, como prefecto desde el 18 de marzo del mismo año. El 14 de junio de 1928 fue elevada a vicariato apostólico. Cuando la construcción se reinició, los planos góticos ya no parecían apropiados para el paisaje urbano de la ciudad, por lo que el padre Alfred Fräbel diseñó la actual estructura neorrománica, construida mientras Weig —cuyos restos yacen sepultados en la catedral— era el encargado de la administración episcopal.
La construcción comenzó el 5 de mayo de 1931 a cargo del hermano Theophorus Kleemann, SVD, que enfermó y murió el 12 de septiembre de ese año; tras lo cual Arthur Bialucha, un arquitecto alemán que vivía en Qingdao y ya había terminado varios proyectos para la misión, asumió el cargo de superintendente de construcción. La construcción se vio frustrada en 1933, cuando Hitler llegó al poder en Alemania y prohibió la transferencia de dinero al extranjero. La diócesis se encargó de la terminación del proyecto de manera independiente, lo cual requirió varios cambios en el diseño para reducir sus costes; cambios evidentes en los dibujos publicados antes de completar la catedral, que muestran las torres con tejado en forma de campana; no obstante, el tejado de ambas fue dispuesto en forma de aguja. La construcción terminó en 1934 y la catedral fue consagrada el 28 de octubre de ese año.
Algunas fuentes afirman que la Catedral de San Miguel se llamó originalmente «Iglesia de San Emilio». Una inscripción latina sobre la tumba del obispo Weig indica que la catedral fue consagrada a San Miguel Arcángel en 1934; adicionalmente, una foto tomada en 1934 —actualmente en los Archivos federales de Alemania— está etiquetada como St. Michaels Kirche (iglesia de San Miguel), y las fuentes de impresión secundaria autorizadas no hacen mención a una «Iglesia de San Emilio».

### 1938–1949: ocupación, liberación y guerra civil
Los japoneses volvieron a ocupar Qingdao en enero de 1938, y el obispo Thomas Tien Ken-sin, SVD, fue nombrado vicario apostólico, en noviembre de 1942, pues el obispo Georg Weig había fallecido el año anterior. Ese año, los japoneses pusieron un letrero sobre la entrada principal de la catedral que rezaba «Bajo gestión del Ejército Japonés».
El 15 de agosto de 1945 Japón se rindió ante los Aliados, dando fin a la Segunda Guerra Mundial, y en septiembre de 1945 Qingdao fue liberada por fuerzas del Kuomintang, restaurando el gobierno de la República de China. Al año siguiente, el 18 de febrero, Tien fue elevado a cardenal, convirtiéndose en el primer cardenal chino y el único de la SVD. Viajó a la Ciudad del Vaticano para aceptar el nombramiento, y su vicariato fue elevado a diócesis el 11 de abril. Tras su regreso el 27 de mayo, fue recibido por representantes del gobierno de la provincia de Shandong, que le habían organizado una bienvenida, con la Banda de la Marina de los Estados Unidos tocando al aire libre a las afueras de la entrada principal de la catedral. La banda se había unido a las fuerzas navales del Pacífico occidental, para ese entonces con sede en Qingdao. Durante el periodo de la Guerra Civil (1946-1949) los misioneros en la provincia de Shandong experimentaron un crecimiento de las tensiones con los comunistas. Al respecto, el padre Augustin Olbert, SVD, escribió:

Los Rojos no aflojan y al final quedarán victoriosos. Casi toda la provincia está en sus manos. Por el momento siguen dando la cara, pero cuando estén firmemente establecidos, no dudarán en mostrarnos sus dientes, como ya lo están haciendo en algunas áreas. Estamos de frente al futuro con mucha ansiedad. La mayoría de los misioneros están convencidos de que, una vez los Rojos estén en el poder, nos expulsarán a todos.

Olbert fue nombrado obispo de Qingdao dos años después.
El 2 de junio de 1949, el Ejército Popular de Liberación entró a Qingdao, y tanto la ciudad como la provincia de Shandong quedaron bajo control comunista. El obispo Tien voló a Taiwán con el gobierno del Kuomintang.

### 1949–1976: bajo Mao

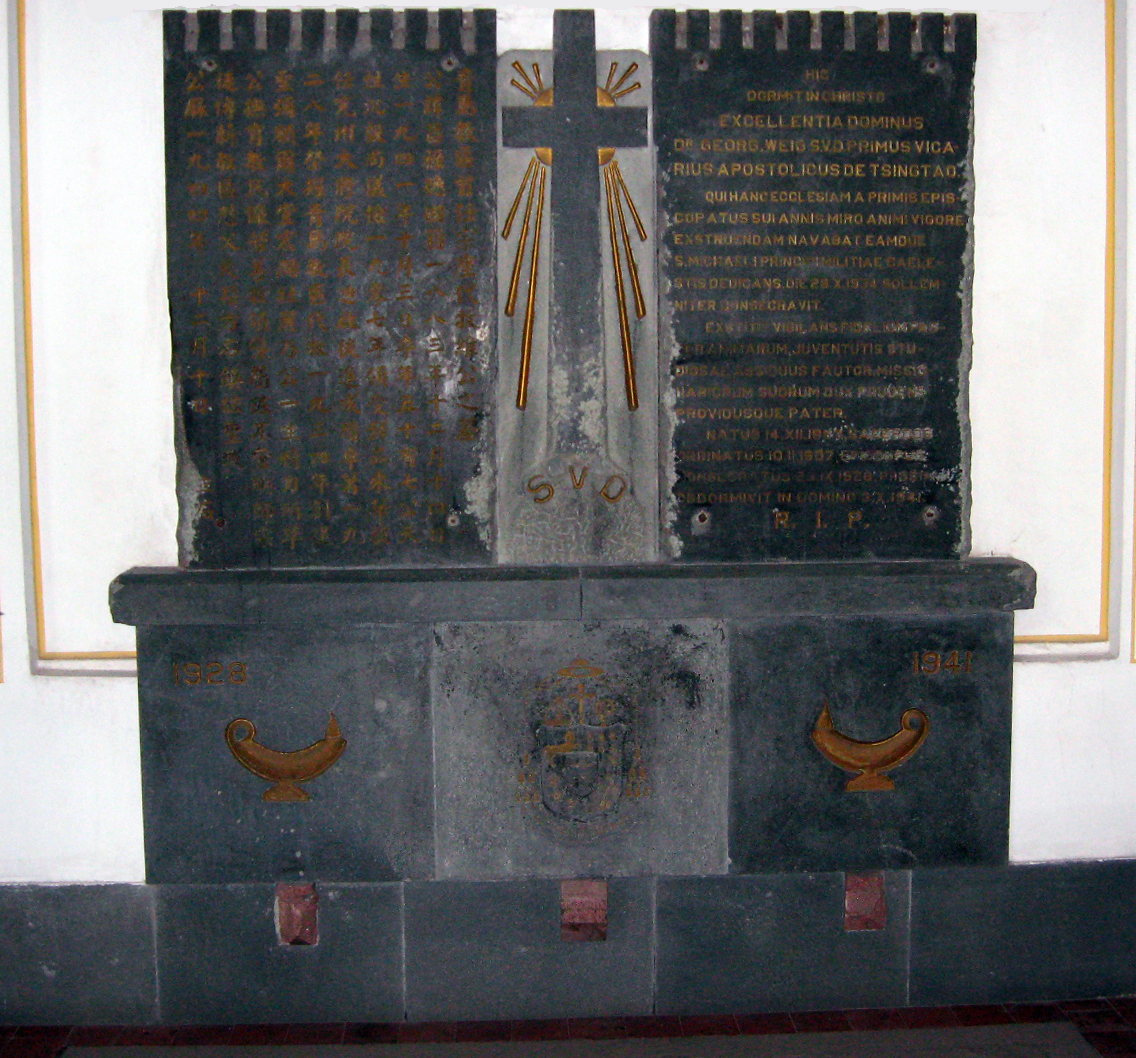
Lápida del obispo Georg Weig, fijada en una pared en el transepto norte. El daño visible fue causado durante la Revolución Cultural.

Poco después de que los comunistas asumieran el control, una combinación de nacionalismo asertivo e ideología comunista llevó a la erradicación de la presencia occidental en China, incluyendo su cultura y mercancías. «La denuncia de todo lo occidental como "capitalista", "burgués" y representante del "mundo imperialista" alcanzó su punto máximo durante el extremismo ideológico de la guerra de Corea (1950–1953), cuando los últimos vestigios de la presencia económica y cultural occidental fueron eliminados». Las ambiciones misioneras y comunistas simplemente eran irreconciliables y la ancha brecha ideológica no podía ser unida; todo ello significó una catástrofe para la misión católica durante la Guerra Civil (1946–1949) y la virtual expulsión de todos los extranjeros a principios de la década de 1950. Los misioneros extranjeros sospechosos de espionaje fueron arrestados, las instituciones misioneras financiadas con dinero extranjero fueron cerradas, y los misioneros extranjeros fueron expulsados de China; y la misión SVD no se salvó de este destino: en 1951, el obispo Augustin Olbert fue arrestado, cumplió 22 meses en prisión y fue deportado a Alemania en 1953. A pesar del cierre de la catedral por parte del gobierno, Olbert permaneció con el título de obispo hasta su muerte en 1964. El clero de origen chino no se libró del desprecio del gobierno marxista hacia la religión durante este periodo; el futuro obispo, Li Mingshu, fue enviado a prisión el mismo año en que fue deportado Olbert, y no fue liberado de los campos de trabajo hasta 1968.
La detención a gran escala de obispos, sacerdotes, hermanas y laicos no comenzó, sin embargo, hasta 1955. Posteriormente, el movimiento de resistencia católica, que enfrentó arrestos masivos y sentencias a trabajos forzados, fue forzado a la clandestinidad. El profesor Jean-Paul Wiest, Investigador Asociado en el Centro para el Estudio de la Religión y la Sociedad China, escribió que «el testimonio del obispo Gong Pinmei de Shanghái y el de muchos otros que optaron por la cárcel, campos de trabajo, e incluso la muerte por el bien de su fe y su lealtad al Papa, se mantendría en un sinnúmero de personas en los años venideros».
A finales de 1957, debido a la expulsión previa del clero extranjero y la subsecuente detención del clero nacional, 120 de 145 diócesis y prefecturas apostólicas quedaron sin ordinarios. En el caso de Qingdao, fue así hasta que la Asociación Católica Patriótica China consagró al obispo Paul Han Xirang OFM, sin sanción papal, en 1988.
La catedral sufrió graves daños durante la Revolución Cultural, que duró de 1966 a 1971; durante este tiempo la Guardia Roja se encargó de quitar las cruces que había sobre las torres, dejando en esta misión un saldo de dos hombres que murieron al caer cuando realizaban el trabajo. Una reseña del daño a la catedral, dice:

Un día, el andamiaje estaba puesto sobre los campanarios de la iglesia. La gente decía que se iban a quitar las cruces. La noticia se extendió por toda la ciudad. Muchas personas miraban desde las ventanas, desde las calles, desde las playas, y desde las cimas de las montañas y vieron cómo varias pequeñas figuras fantasmales subieron a las cruces. Contra el cielo azul desplegaron una sierra. Se dijo que por la noche, dos personas habían caído de la torre muriendo en el acto. También se dice que esta iglesia tenía uno de los órganos de tubo más grandes en China. Dicen que cuando se tocaba, toda la ciudad podía escuchar su música. Pero este tesoro especial también fue destruido por los Guardias Rojos.

A la mañana siguiente, viendo las torres de la iglesia, la torre había sido despojada, y las torres estaban calvas, como las cabezas rapadas de los delincuentes. Los espectadores se sentían muy incómodos, como si toda la zona hubiera sido dañada, convertida en maleza. No mucho tiempo después de eso, pasé ocasionalmente por la iglesia y me asombré de ver las cruces que coronaban las torres: lo que inicialmente parecían ser dos agujas delgadas [cuando se las veía desde las torres] eran en realidad del tamaño de dos hombres gruesos, pesados, uno más alto que el otro. Desde entonces, la catedral se ha convertido en un almacén.

Los católicos locales rescataron las cruces y las enterraron en las colinas, pero el órgano de 2.400 tubos destruido por la Guardia Roja, que había sido uno de los dos más grandes de Asia, no pudo recuperarse.

### Restauración

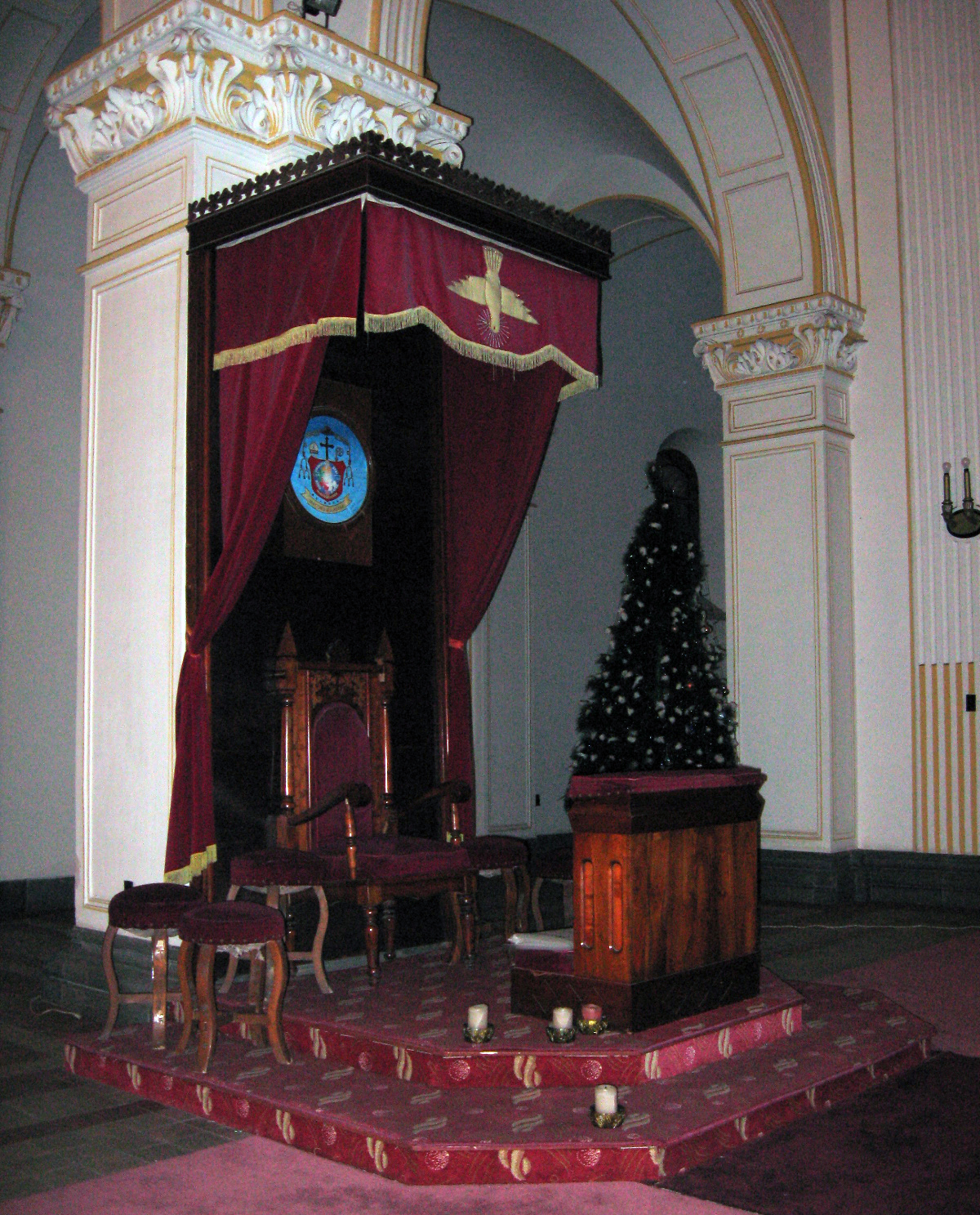
La cátedra del Obispo de Qingdao.

Posteriormente, el gobierno chino rechazó la Revolución Cultural, si bien mantuvo que «es cierto que [el camarada Mao Zedong] cometió errores graves durante la "Revolución Cultural", pero si juzgamos sus actividades en su conjunto, sus contribuciones a la revolución china son muy superiores a sus errores»; los cambios políticos subsiguientes fueron favorables a la catedral, tanto así que el gobierno financió su restauración. Se fabricaron nuevas cruces, y «tras varios años de reparación, [la catedral] volvió a abrir sus puertas en abril de 1981» para servicios religiosos. En mayo de 1999, la iglesia fue abierta al público en general, permitiendo la entrada, aunque no se celebraran misas u otros servicios. En 2005, los trabajadores públicos que reparaban las tuberías, encontraron por accidente las cruces originales enterradas en la calle Longshan, no muy lejos de la catedral, y actualmente están guardadas en el transepto norte. La catedral fue incluida en el registro del gobierno de la provincia de Shandong como Edificio Histórico Provincial en 1992.
El cambio en las opiniones políticas predominantes también permitió un acercamiento con el clero chino antes encarcelado durante la Revolución Cultural. En 1985 se le permitió a Li Mingshu un puesto docente oficial en el seminario de Jinan, y en 1994 fue transferido al servicio en la diócesis de Qingdao, donde fue nombrado obispo en 2000. Después de su consagración tomó el nombre "Joseph".

## Descripción

### Exterior

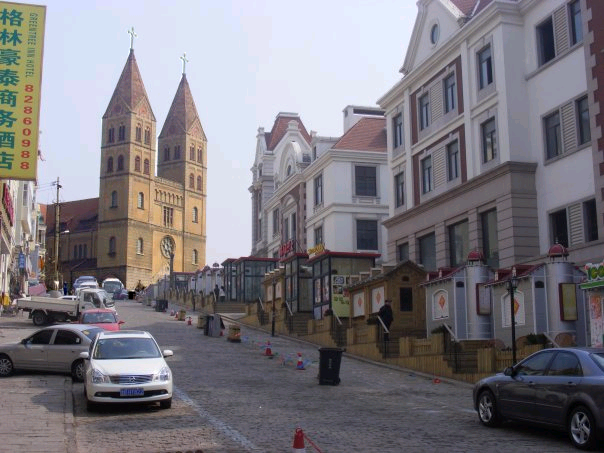
La catedral, en 2009, dentro de su contexto urbano.

La catedral se encuentra en la cima de una colina en el centro de lo que fue el asentamiento original de Qingdao, sobre el 15 de la calle Zhejiang, que antes fuera la Bremenstrasse (Calle Bremen), en el lado oriental de la calle Zhongshan, en el distrito de Shinan. Construida en el estilo histórico románico alemán, su planta es cruciforme, con una nave central y dos naves laterales, más bajas, a ambos lados; todo ello cruzado por un transepto y con un ábside semicircular hacia el extremo oriental.
La catedral tiene 65,9 m de largo y el transepto tiene 37,6 m de ancho, con una altura exterior de 18 m. Las torres tienen 56 m de altura, y tienen una aguja cada una, con forma de frente renano (es decir, de cuatro lados que se elevan desde cuatro frontones empinados, con cada una de las secciones en forma trapezoidal que se achatan y se unen en la punta), cada una con una cruz de 4,5 m. Una de las torres tiene una única campana, mientras que la otra tiene tres más pequeñas.
La fachada occidental se eleva a una balaustrada entre las torres a 30 m, y cuenta con tres portales, con un rosetón sobre el central. Los materiales del edificio están reforzados con concreto y granito, y el tejado se compone de baldosas rojas.
En su libro Arquitectura alemana en China, Warner Torsten escribe sobre la catedral: 

[De acuerdo con los residentes] la catedral es demasiado grande para la escala de Qingdao, y su ubicación sobre la cima de una colina lo hace aún más evidente. Tal vez la idea era construir un edificio de gran alcance para mantener por su cuenta a la Iglesia Protestante, el cual por veinte años había sido el edificio religioso en Qingdao, o tal vez la intención era superar las torres de 46 metros de altura de los franciscanos en Jinan. Las torres de la catedral en Qingdao eran más altas que las de todas las otras iglesias en las principales ciudades del norte de China, Tianjin, Pekín, Dalian o Jinan. Dominan la silueta de Qingsao, y dan la particular impresión de ser un buque entrando al puerto.

### Interior

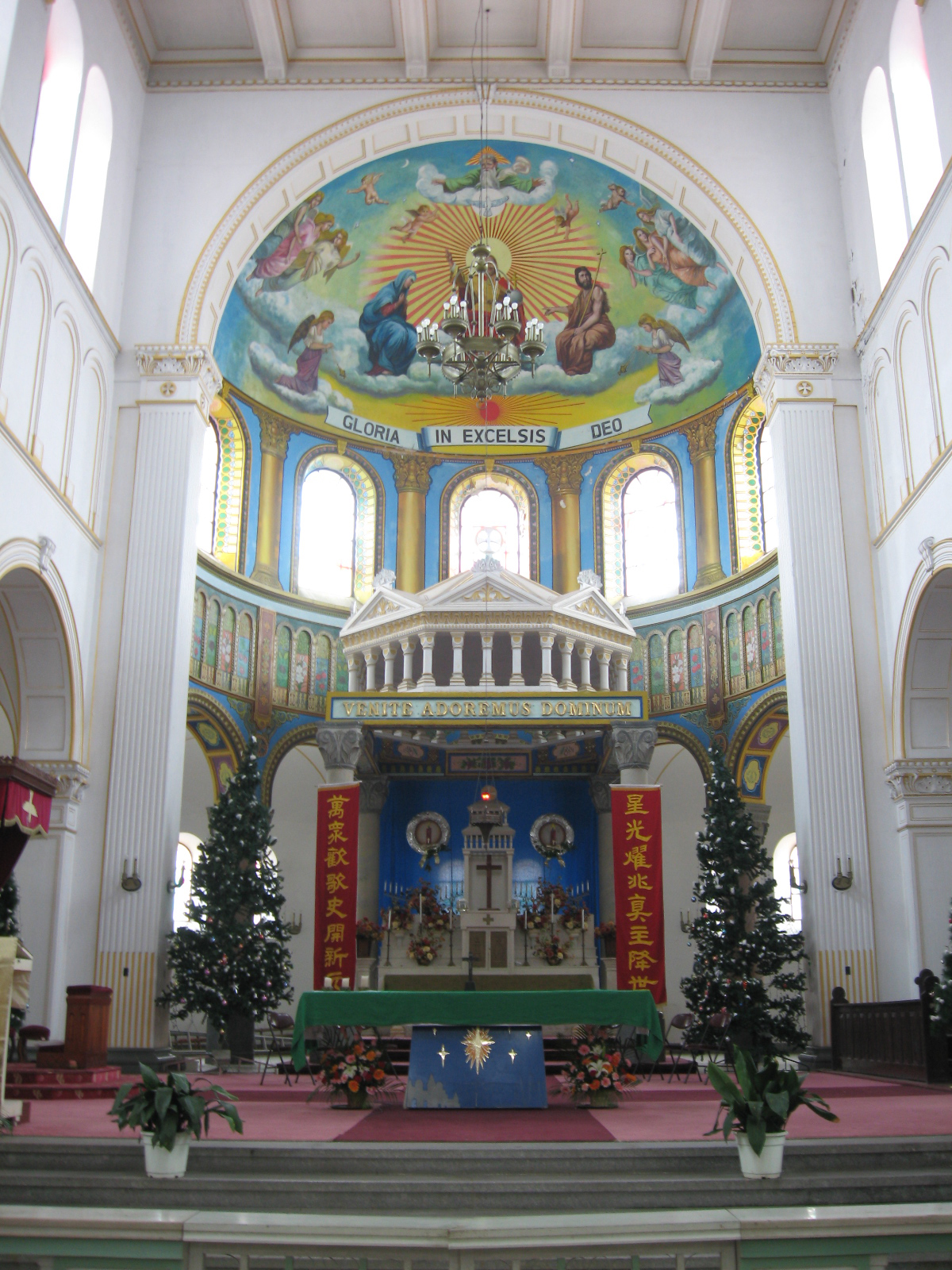
Altar (ábside de la nave central) de la Catedral de San Miguel, decorado para Navidad.

La superficie total de la catedral es de 2740 m². Mientras que el exterior es de estilo neorrománico, su interior tiene pilares y arcos de estilo neoclásico; y por encima de la nave, de 12 m de alto, y del transepto, se encuentra un artesonado desabovedado. Las estrechas bóvedas sobre las dos naves laterales son mucho más bajas que la nave central, y sirven como deambulatorios. Además, la nave central puede tener un millar de personas en su interior, y tanto la pila bautismal como las estatuas tienen letreros en chino e inglés.
La nave central se extiende hasta un alto ábside abovedado en el extremo oriental, mientras que las naves laterales continúan alrededor del ábside, formando un deambulatorio. Del techo del pasillo principal cuelgan siete candelabros, y bajo el arco del presbiterio se encuentra el altar mayor, bajo un baldaquino adornado; el ciborio bajo el altar mayor lleva inscritas las palabras latinas Venite Adoremus Dominum, y en el santuario se encuentra un segundo altar, portátil, en el que se celebran la mayoría de las misas.
Según Lonely Planet, «el interior es espléndido, con paredes blancas, órgano de oro (…) y un ábside maravillosamente pintado».

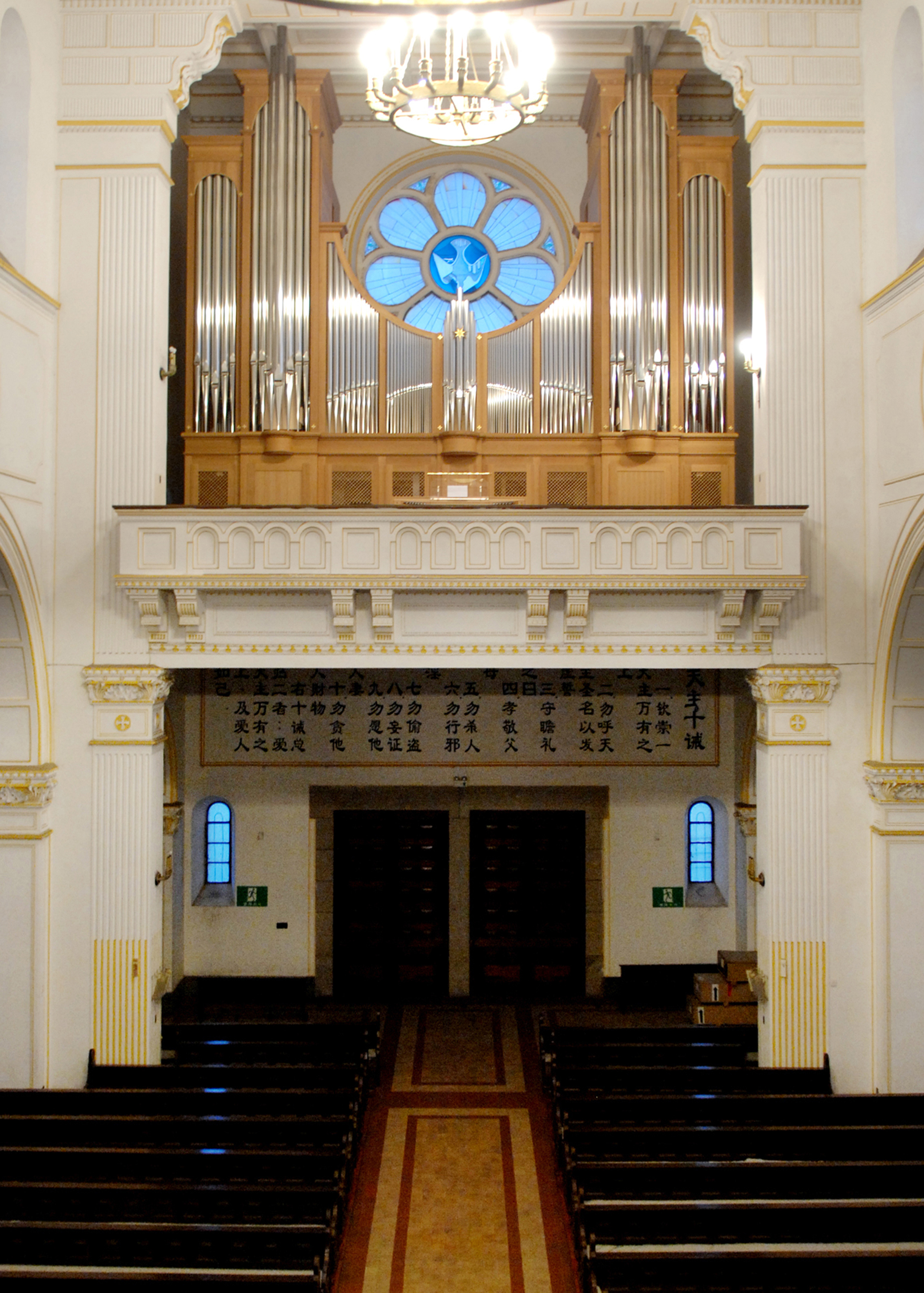
Interior, de cara al occidente, mostrando el órgano Jäger & Brommer.

El mural pintado en la cúpula del ábside muestra a Jesús sentado sobre una nube, con rayos rojos y dorados irradiando de su Aureola dorada. Dios Padre, representado como un hombre de barba blanca con un halo triangular, mira hacia abajo desde una nube por encima de Jesús, y bajo sus barbas se encuentra una paloma blanca, con las alas extendidas, y con un halo circular del mismo color, representando al Espíritu Santo, completando la Trinidad. Alrededor, vuelan cuatro querubines, dos a cada lado; mientras que a la derecha de Jesús se encuentra María, su madre, y a su derecha, San Juan Bautista sosteniendo una cruz. En la misma nube de Jesús hay tres ángeles flanqueando a cada lado, y por debajo de ésta hay otros dos, uno a cada lado agitando un incensario. Por debajo de toda la escena una banderola reza Gloria in excelsis Deo.
En 2006, la Catedral de San Miguel encargó la construcción e instalación de un órgano Jäger & Brommer de 12 × 12 m, con un coste de 700 000 euros, que debería estar listo para los Juegos Olímpicos de Pekín 2008. El órgano se ubica en el coro alto sobre la entrada occidental.
El transepto norte contiene tres grandes murales mostrando a Jesús: Jesús lavando los pies de San Pedro, el Sagrado Corazón y la Pietà. Este transepto tiene también las tumbas de dos obispos; uno de ellos es el primer vicario apostólico de Qingdao, Georg Weig, SVD, que supervisó la construcción de la catedral. La lápida de Weig está deteriorada, picada en sus bordes y con piedra rota en su base. La otra tumba contiene parte de las cenizas del obispo Paul Han Xirang, OFM, la otra parte se encuentra en Han, Condado de Yucheng, Shandong, su pueblo natal.
El transepto sur también contiene tres grandes murales: el Niño Jesús orando, Santa Teresita del Niño Jesús (patrona de las misiones), y la Natividad. Los brazos norte y sur del transepto contienen dos altares cada uno.

## Servicios
La iglesia está activa y según datos de 2008, más de 10 000 católicos en Qingdao iban a sus servicios. Según los boletines parroquiales de diciembre de 2009 y enero de 2010, la misa era celebrada diariamente por el obispo Li Mingshu a las 6:00 a. m., hora local, con misas adicionales los domingos y los festivos de pascua y Navidad. Los servicios se realizan tanto en coreano como en chino, con un sacerdote coreano y varios chinos en el lugar.

## Obispos

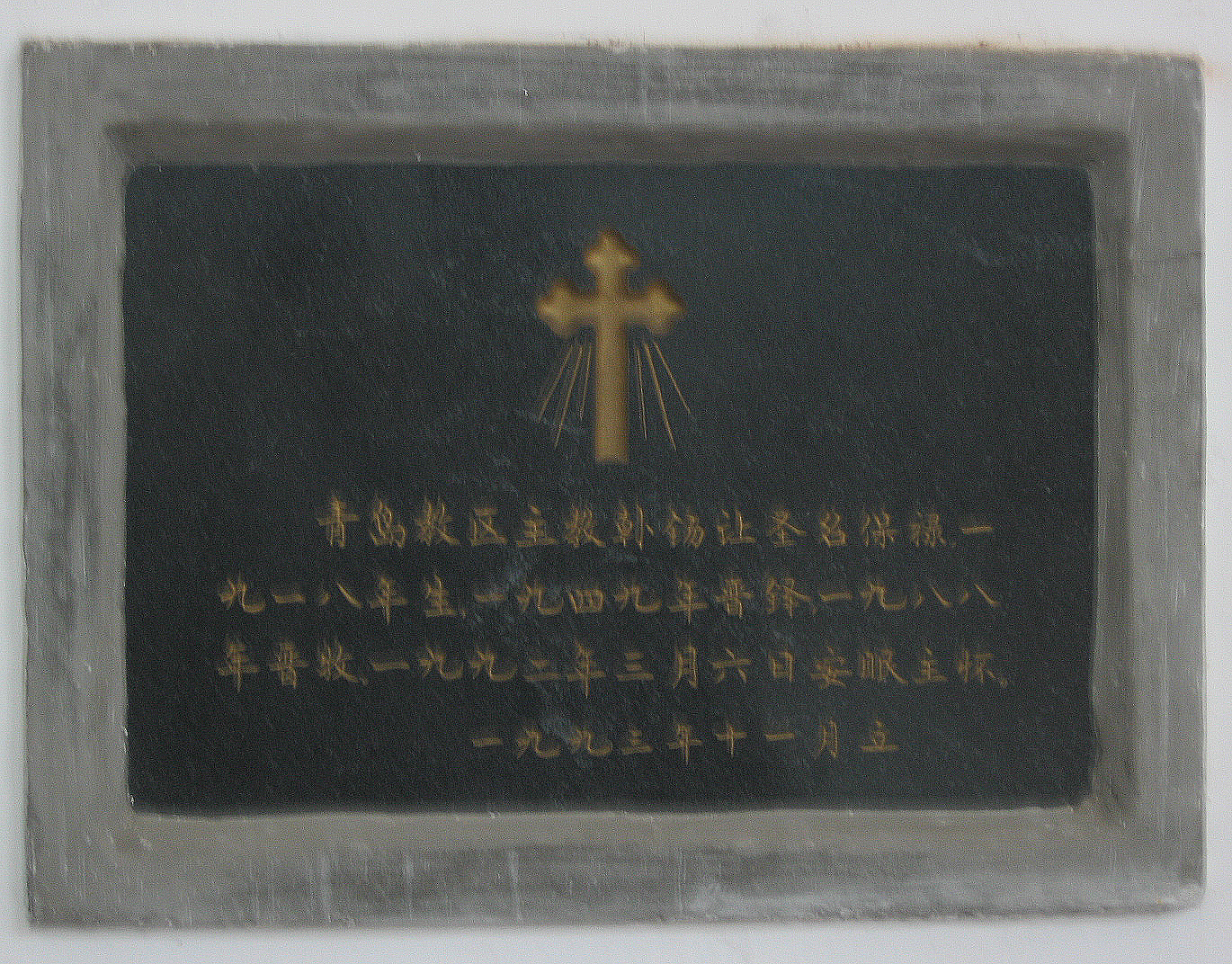
Lápida del obispo Paul Han Xirang, en una pared del transepto norte.

A continuación se muestra una lista de obispos que han regido la Catedral de San Miguel desde su consagración en 1934:
- Georg Weig, SVD † (designado el 18 de marzo de 1925 – muerto el 3 de octubre de 1941)[16]
- Thomas Tien Ken-sin (Tienchensing), SVD † (designado el 10 de noviembre de 1942 – 11 de abril de 1946, designado Arzobispo de Pekín)[16]
- Faustino M. Tissot, SX † (designado en 1946 – 1947, renunció)[16]
- Augustin Olbert, SVD † (designado el 8 de julio de 1948[16] – arrestado en 1951, aprisionado hasta 1953, y deportado a Alemania. Murió el 18 de noviembre de 1964[16])
- Paul Han Xirang, OFM † (nombrado el 24 de abril de 1988 – muerto el 6 de marzo de 1992)[29] Nota: consagrado como obispo y nombrado sin mandato papal.
- Joseph Li Mingshu (designado en 2000)[27]